# Sophie Maslow
Sophie Maslow, née le 22 mars 1911 à New York et morte le 25 juin 2006 à New York, est une danseuse et une chorégraphe américaine qui fut l'une des fondatrices du New Dance Group.

## Biographie
Sophie Maslow est la fille de parents émigrés de Russie au XIXe siècle. Elle était la cousine du sculpteur Leonard Baskin (en).
Elle grandit à Brooklyn avec des parents à forte conscience sociale, voire militants. Elle intègre une école de travailleurs socialistes à New York au sein de laquelle elle s'initie à la danse. Elle y suit les enseignements du camp Kinderland et de la Neighborhood Playhouse.